# Hypena malagasy
Hypena malagasy là một loài bướm đêm trong họ Erebidae.